# 2014 Forest Hills Drive
2014 Forest Hills Drive è il terzo album dell'artista hip hop J. Cole, pubblicato il 9 dicembre 2014 attraverso le etichette discografiche Dreamville Records, Roc Nation e Columbia Records.

## Descrizione
Il titolo dell'album fa riferimento all'indirizzo della sua vecchia casa a Fayetteville, Carolina del Nord, dove ha vissuto fino al 2003 con sua madre, suo fratello e il suo patrigno e che ha riacquistato nel 2014.

## Tracce
1. Intro – 2:09 (Jermaine Cole, Ron Gilmore)
2. January 28th – 4:02 (Cole, Nick Paradise, Dre Charles)
3. Wet Dreamz – 3:59 (Cole, Charles Simmons, Roy Hammond)
4. 03' Adolescence – 4:24 (Cole, William Brown, Johnny Burke, Jimmy Van Heusen)
5. A Tale Of 2 Citiez – 4:29 (Cole, Anderson Hernandez)
6. Fire Squad – 4:48 (Cole, Hernandez, Mark Farner, Manzel Bush, Brion Unger)
7. St. Tropez – 4:17 (Cole, Mayfield Small, Andre Fischer, Dave Wolinski, Warren Griffin III, Jamali Carthorn, Danielle Hollis, Deon Williams, Dewayne Williams, Weldon Irvine, Jasmine Easterly, Ned Love, Josh Skils, Margaux Whitney)
8. G.O.M.D. – 5:01 (Cole, Delroy Andrews, Deongelo Holmes, Eric Jackson, Jonathan Smith)
9. No Role Modelz – 4:52 (Cole, Darius Barnes, Marvin Whitemon, Paul Beauregard, Jordan Houston, Tenina Stevens, Earl Stevens, Dannell Stevens, Brandt Jones)
10. Hello – 3:39 (Cole, Andrew Wansel, Jameel Roberts)
11. Apparently – 4:53 (Cole, Filippo Trecca, Damany Coleman, Jeff Gitelman)
12. Love Yourz – 3:31 (Cole, Ramon Ibanga Jr., Carl McCormick, Calvin Price)
13. Note To Self – 14:35 (J. Cole, Gilmore)

## Classifiche

### Classifiche settimanali
| Classifiche (2014-25) | Posizione massima |
| --------------------- | ----------------- |
| Australia             | 40                |
| Belgio (Fiandre)      | 118               |
| Belgio (Vallonia)     | 198               |
| Canada                | 3                 |
| Grecia                | 36                |
| Lituania              | 28                |
| Norvegia              | 34                |
| Nuova Zelanda         | 25                |
| Paesi Bassi           | 57                |
| Regno Unito           | 33                |
| Stati Uniti           | 1                 |
| Svezia                | 56                |
| Svizzera              | 49                |

### Classifiche di fine anno
| Classifica (2015) | Posizione |
| ----------------- | --------- |
| Canada            | 36        |
| Stati Uniti       | 8         |
| Classifica (2016) | Posizione |
| Danimarca         | 81        |
| Stati Uniti       | 30        |
| Classifica (2017) | Posizione |
| Danimarca         | 82        |
| Stati Uniti       | 57        |
| Svezia            | 99        |
| Classifica (2018) | Posizione |
| Stati Uniti       | 87        |
| Classifica (2019) | Posizione |
| Lettonia          | 44        |
| Stati Uniti       | 91        |
| Classifica (2020) | Posizione |
| Stati Uniti       | 96        |
| Classifica (2021) | Posizione |
| Stati Uniti       | 62        |
| Classifica (2022) | Posizione |
| Lituania          | 42        |
| Stati Uniti       | 70        |
| Classifica (2023) | Posizione |
| Stati Uniti       | 51        |

### Classifiche di fine decennio
| Classifica (2010-19) | Posizione |
| -------------------- | --------- |
| Stati Uniti          | 80        |